# R.B.I. Baseball 3
 (mars 2020).
Si vous disposez d'ouvrages ou d'articles de référence ou si vous connaissez des sites web de qualité traitant du thème abordé ici, merci de compléter l'article en donnant les références utiles à sa vérifiabilité et en les liant à la section « Notes et références ».
R.B.I. Baseball 3 est un jeu vidéo de baseball sorti en 1991 sur Mega Drive et Nintendo Entertainment System. Le jeu a été développé et édité par Tengen.